# Myron Scholes
Myron S. Scholes (Timmins, 1º luglio 1941) è un economista canadese, autore, insieme a Fischer Black, della nota equazione di Black e Scholes.
Nel 1997 è stato vincitore, insieme con Robert Merton, del Premio della Banca di Svezia per le scienze economiche in memoria di Alfred Nobel (Premio Nobel per l'economia), per aver ideato "un nuovo metodo per determinare il valore di strumenti derivati".

## Biografia
Nato in una cittadina dell'Ontario, in Canada, nel 1962 ottiene il Bachelor's degree all'Università McMaster di Hamilton, nel 1964 consegue l'MBA presso l'Università di Chicago, dove inoltre ottiene il PhD nel 1969. Ancor prima di aver concluso il dottorato, nel 1968, è assistente presso la Sloan School of Management del MIT di Boston, dove conosce, tra gli altri, Franco Modigliani. Nel 1976 e fino al 1983 torna come insegnante all'Università di Chicago, per poi trasferirsi all'Università di Stanford dove, dal 1996, è professore emerito. Scholes fu tra i fondatori, nel 1994, dell'hedge fund Long-Term Capital Management, salvato dal fallimento dalla Federal Reserve nel settembre 1998 per circa 3.6 miliardi di dollari. La società fallita fu anche sottoposta a un processo per evasione fiscale.

## Pubblicazioni
- The Valuation of Option Contracts and a Test of Market Efficiency, con Fischer Black, in Journal of Finance, n. 27, maggio 1972, pp. 399–418.
- The Pricing of Options and Corporate Liabilities con Fischer Black, in Journal of Political Economy, n. 81, 1972, pp. 637–654.
- Taxes and the Pricing of Options in Journal of Finance, n. 31, 1976, pp. 319–332.
- Hedging, risk-shifting and the welfare content of the new futures and options markets, New York, Columbia Business School, 1985.
- Employee stock ownership plans and corporate restructuring: myths and realities, con Mark A. Wolfson, Cambridge, MA, National Bureau of Economic Research, 1989.
- The effects of changes in tax laws on corporate reorganizaton activity, con Mark A. Wolfson, Cambridge, MA, National Bureau of Economic Research, 1989.
- Taxes and business strategy: a planning approach, con Mark A. Wolfson, Englewood Cliffs, N.J., Prentice-Hall, 1991.
- Global Financial Markets, Derivative Securities and Systemic Risks in Journal of Risk and Uncertainty, n. 12, 1996, pp. 271–286.